# Молодых, Николай Тихонович
Николай Тихонович Молодых (19 декабря 1924 — 5 ноября 1997) — полный кавалер Ордена Славы, командир стрелкового отделения 172-го гвардейского стрелкового полка, гвардии старшина.

## Биография
Николай Тихонович Молодых родился 19 декабря 1924 года в деревне Яр Байкаловского района Уральской области в семье крестьянина. Русский. До службы в армии кончил 4 класса, работал в колхозе.
В РККА — с 1942 года. На фронте в Великую Отечественную войну — с июля 1943 года.
Командир отделения 172-го гвардии стрелкового полка (57-я гвардейская стрелковая дивизия, 8-я гвардейская армия) гвардии сержант Молодых 20 июля 1944 года, командуя подчиненными, форсировал реку Западный Буг северо-западнее города Хелм (Польша), ворвался в расположение врага и захватил опорный пункт, чем способствовал переправе подразделения. В схватке истребил 5 вражеских солдат. 25 июля 1944 года, в бою за город Пулавы (Польша), первым с бойцами отделения достиг реки Висла и отрезал пути отхода противнику. В бою ими было уничтожено до 20 гитлеровцев и 4 захвачено в плен; из автомата Молодых лично поразил 6 солдат. 4 августа 1944 года награждён Орденом Славы 3-й степени.
Гвардии старший сержант Молодых с 22 по 23 марта 1945 года, близ населенного пункта Альт-Тухебанд (Германия) первым, со своим отделением поднялся в атаку и выбил врага из траншеи, при этом уничтожил около 15 вражеских солдат и 4 взял в плен. Был ранен, но остался в строю и продолжал выполнять боевую задачу. 5 мая 1945 года награждён Орденом Славы 2-й степени.
В бою 23 апреля 1945 года в районе населенного пункта Шёневейде (Германия) Молодых под огнём, командуя отделением, форсировал реку Шпрее, захватил опорный пункт и удерживал его до подхода основных сил. 24 апреля 1945 года с бойцами преодолел канал Вейг, зашел в тыл противнику и нанес неожиданный удар, чем способствовал выполнению боевой задачи. 27 апреля 1945 года в уличных боях в Берлине отразил 3 вражеские контратаки, поразил 8 вражеских солдат и 3 взял в плен. 15 мая 1946 года награждён Орденом Славы 1-й степени.
В 1947 году гвардии старшина Молодых Н. Т. демобилизован. Работал в леспромхозе и на заводе. Последние годы жил в городе Ирбит Свердловской области.
Умер 5 ноября 1997 года. Похоронен в Ирбите на Русском кладбище.

## Награды
- Орден Отечественной войны I степени. Указ Президиума Верховного Совета СССР от 11 марта 1985 года.
- Орден Славы I степени (№ 1133). Указ Президиума Верховного Совета СССР от 15 мая 1946 года.
- Орден Славы II степени (№ 25458). Приказ Военного совета 8 гвардейской армии № 602/н от 5 мая 1945 года.
- Орден Славы III степени (№ 88611). Приказ командира 57 гвардейской стрелковой дивизии № 060/н от 4 августа 1944 года.
- Медаль «За отвагу». Приказ командира 172 гвардейского стрелкового полка № 039/н от 27 марта 1944 года.
- Медаль «За отвагу». Приказ командира 172 гвардейского стрелкового полка № 041/н от 20 апреля 1944 года.
- Медаль «За победу над Германией в Великой Отечественной войне 1941—1945 гг.». Указ Президиума Верховного Совета СССР от 9 мая 1945 года.
- Медаль «За взятие Берлина».Указ Президиума Верховного Совета СССР от 9 июня 1945 года.
- Другие медали СССР.